# Список островов Катара

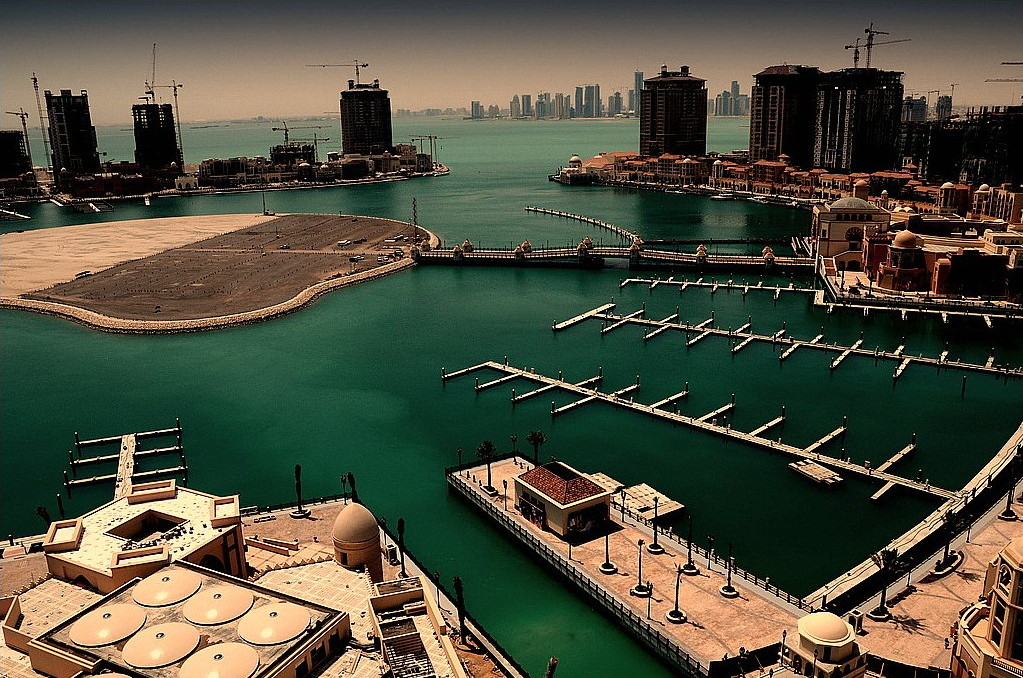
Лагуна Жемчужного Острова в Катаре.

Систематический список островов Катара, обитаемых и необитаемых.
- Хавар
- Банановые острова[1]
- О-в Аль-Сафлия[2]
- О-в Халул[3]
- О-в Аль-Хор, также Фиолетовый остров[4]
- Рас Ракан[5]
- О-в Алия[6]
- О-в Ум-Таис[7]
- О-в Шрао[8]
- О-в Исшат[9]
- Жемчужный остров[10]